# Кропив'янка рудогуза
Кропи́в'янка рудогуза (Curruca subcoerulea) — вид горобцеподібних птахів родини кропив'янкових (Sylviidae). Мешкає в Південній Африці.

## Опис

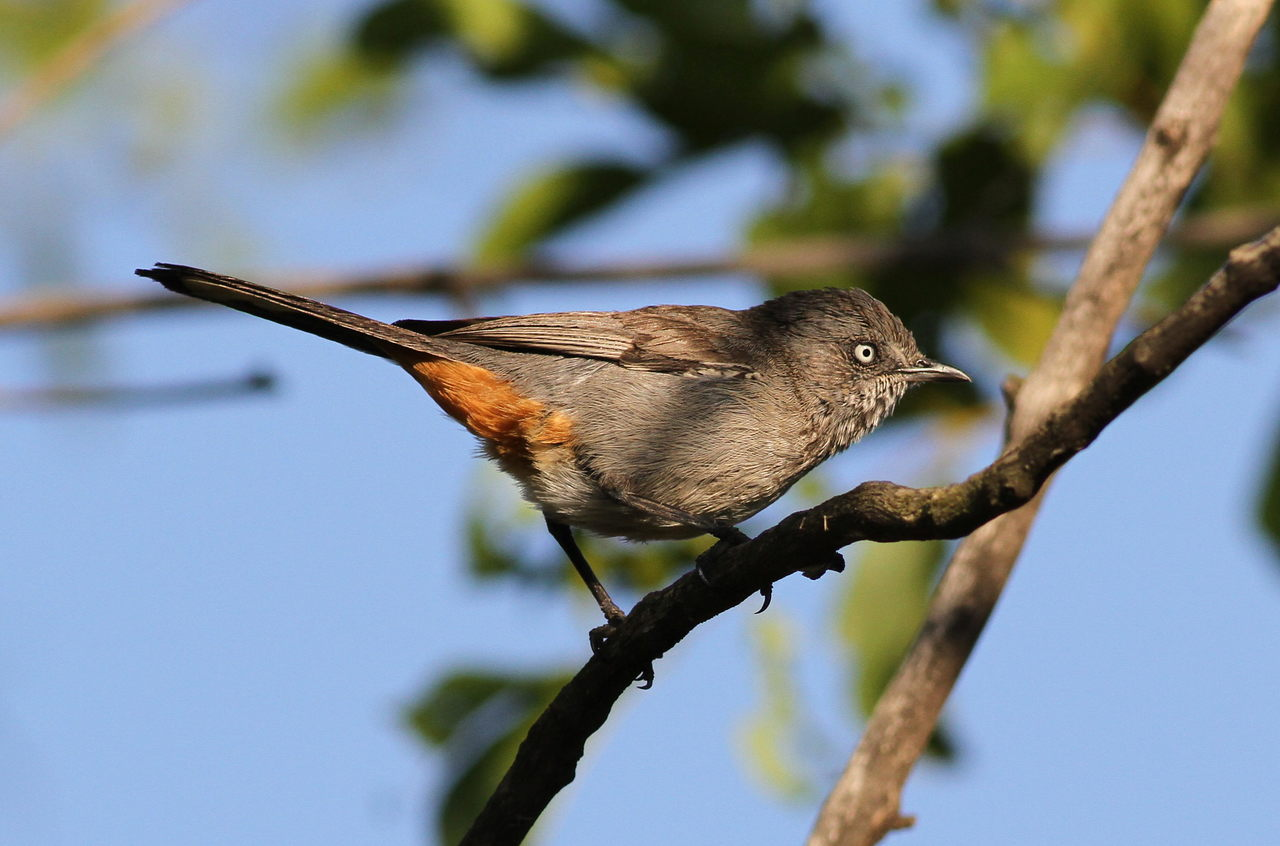
Рудогуза кропив'янка

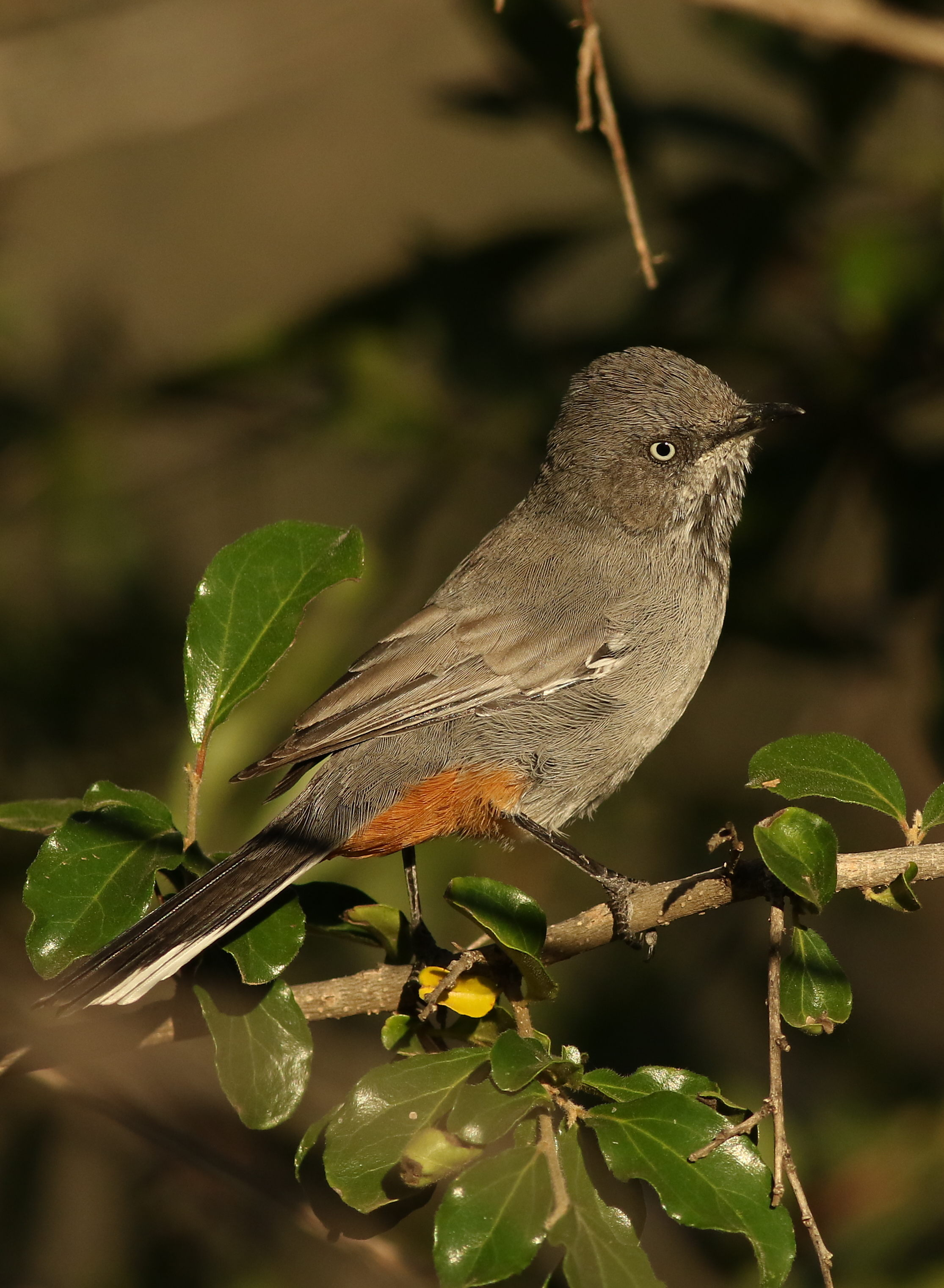
Рудогуза кропив'янка

Довжина птаха становить 13,5-15 см, вага 14 г. Верхня частина тіла переважно сірувато-коричнева, покривні пера крил коричневі з сірими краями, першорядні покривні пера крил чорні з білими краями. Махові пера коричневі, крайні стернові пера чорні. Обличчя білувате, скроні сірі, поцятковані білими смужками, щоки, горло і задня частина шиї білі, поцятковані сірими смугами. Решта нижньої частини тіла біла, боки сірі, гузка і нижні покривні пера хвоста рудувато-коричневі. Райдужки білуваті, дзьоб і лапи чорні.

## Підвиди
Виділяють чотири підвиди:
- C. s. ansorgei (Zedlitz, 1921) — південна Ангола;
- C. s. cinerascens (Reichenow, 1902) — Намібія і Ботсвана;
- C. s. orpheana (Clancey, 1954) — Зімбабве і північ ПАР;
- C. s. subcoerulea (Vieillot, 1817) — південь ПАР (на південь від Оранжевої річки).

## Поширення і екологія
Рудогузі кропив'янки мешкають в Анголі, Ботсвані, Намібії, Зімбабве, Південно-Африканській Республіці, Есватіні і Лесото. Вони живуть в сухих чагарникових заростях фінбош і кару, в сухих саванах та в заростях в пересохлих руслах річок. Зустрічаються поодинці або парами. Живляться переважно комахами. В Зімбабве сезон розмноження триває у жовтні-листопаді, в Ботсвані і Намібії з вересня по травень, в напівпустелях початок гніздування залежить від нерегулярних опадів. Гніздо чашоподібне, тонкостінне, робиться з сухої трави, корінців і кори, скріплюється павутинням. В кладці від 2 до 4 яєць, інкубаційний період триває 13-16 днів, насиджують і самиці, і самці. Пташенята покидають гніздо через 14-15 днів після вилуплення.